# Escola Secundária Danwon
Escola Secundária Danwon é uma instituição de ensino colegial pública sul-coreano, cujo campus situa-se em Ansan. Fundada em 2005.